# Парламентские выборы в Болгарии (1879, январь)
Выборы в Учредительное собрание, первые в истории Болгарии парламентские выборы, проводились с 1 по 30 января 1879 года, хотя в этот период были избраны только 117 из 229 члена собрания. Созыв Учредительного собрания последовал за освобождением страны от Османской империи. Его задачей стало разработать основной закон Княжества Болгария.
В Учредительном собрании было 229 депутатов. Из них 117 человек стали депутатами по чину (высшее духовенство и председатели административных советов и судов), 88 были избраны гражданами, 5 представляли учреждения и общества (Рильский монастырь, Одесское болгарское настоятельство, Венское болгарское общество «Напредак», Болгарское литературное общество и Кишиневское болгарское общество) и 19 были назначены князем Дондуковым-Корсаковым, главой Временной русской администрации. Все эти депутаты представляли Княжество, то есть только часть болгарской этнической территории, раздробленной Берлинским Конгрессом.
Основными участниками предвыборной кампании стали либералы и консерваторы. В результате, большинство из 88 выборных мест заняли либералы. Значительная часть депутатов имело высшее образование, полученное в России и Западной Европе, 2/3 владели французским, половина — французским и другим языком, около 70 человек являлись активными участниками национально-освободительное движение. Наиболее многочисленны среди членов Учредительного собрания были представители интеллигенции (учителя, правоведы, духовенство, публицисты, издатели, врачи), но также были купцы, ремесленники, крестьяне.
Учредительное собрание открылось 10 февраля и собралась в Велико Тырново для ратификации первой конституции страны, известной как Тырновская конституция, 16 апреля. Позднее парламент был переведён в Софию, которая стала столицей страны.
В ходе дебатов по поводу учреждения однопалатного или двухпалатного парламента были окончательно сформированы две фракции в Учредительном собрании — либералы и консерваторы, которые впоследствии превратились в соответствующие политические партии. В результате победу одержали либералы и новая конституция предусматривала создание однопалатного Народного собрания, которое было избрано позже в том же году.